# Copa das Confederações de Futsal 2009
A Copa das Confederações de Futsal 2009 foi a primeira edição da Copa das Confederações de Futsal e foi realizada na Líbia, de 6 de outubro a 11 de outubro de 2009. O sorteio foi realizado no dia 4 de outubro de 2009 em Tripoli, depois da Espanha decidir não participar da competição no dia 3 de outubro, ficou decidido que seria uma competição de apenas um grupo. O Irã venceu o torneio depois de vencer todos os seus jogos.

## Participantes
| País             | Confederação | Classificação                               |
| ---------------- | ------------ | ------------------------------------------- |
| Irã              | AFC          | Campeão da Copa da Ásia de Futsal 2008      |
| Líbia            | CAF          | Campeão da Copa da África de Futsal 2008    |
| Guatemala        | CONCACAF     | Campeão da Copa da CONCACAF de 2008         |
| Uruguai          | CONMEBOL     | Vice-campeão da Copa América de Futsal 2008 |
| Ilhas Salomão    | OFC          | Campeão da Copa das Nações da OFC de 2009   |
| Espanha Desistiu | UEFA         | Campeão da Copa da Uefa de Futsal 2007      |

## Árbitros
| - Tawfiq Al-Dawi - Ahmed Fitouri - Mohammed Obeid - Shams al-Din Allmty - Abd-Alaali Alzeidani |  | - Angulo Chataao - Francisco Rivera Llerenas - Hector Asturado - Edi Sunjc - Karel Henych |

## Jogos
| Data                  | Seleção 1     | Placar (MT) | Seleção 2     |
| --------------------- | ------------- | ----------- | ------------- |
| 6 de outubro de 2009  | Líbia         | 6–5 (1–3)   | Ilhas Salomão |
| 7 de outubro de 2009  | Irã           | 4–2 (2–2)   | Guatemala     |
| 7 de outubro de 2009  | Ilhas Salomão | 1–11 (0–7)  | Uruguai       |
| 8 de outubro de 2009  | Líbia         | 3–2 (1–1)   | Guatemala     |
| 9 de outubro de 2009  | Irã           | 4–2 (3–1)   | Uruguai       |
| 9 de outubro de 2009  | Ilhas Salomão | 6–6 (4–2)   | Guatemala     |
| 10 de outubro de 2009 | Ilhas Salomão | 0–6 (0–4)   | Irã           |
| 10 de outubro de 2009 | Líbia         | 2–3 (2–1)   | Uruguai       |
| 11 de outubro de 2009 | Uruguai       | 3–4 (1–2)   | Guatemala     |
| 12 de outubro de 2009 | Líbia         | 0–1 (0–0)   | Irã           |

## Classificação
|    | Seleção       | Pts | J | V | E | D | GP | GC | SG  |
| -- | ------------- | --- | - | - | - | - | -- | -- | --- |
| 1º | Irã           | 12  | 4 | 4 | 0 | 0 | 15 | 4  | +11 |
| 2º | Uruguai       | 6   | 4 | 2 | 0 | 2 | 19 | 11 | +8  |
| 3º | Líbia         | 6   | 4 | 2 | 0 | 2 | 11 | 11 | 0   |
| 4º | Guatemala     | 4   | 4 | 1 | 1 | 2 | 14 | 16 | –2  |
| 5º | Ilhas Salomão | 1   | 4 | 0 | 1 | 3 | 12 | 29 | –17 |

## Premiações
| Copa das Confederações de Futsal 2009 |
| ------------------------------------- |
| Irã Primeiro Título                   |

- Melhor Jogador:  Vahid Shamsaei
- Melhor Goleiro:  Mohammed Al-Sharif
- Artilheiro:  Elliot Ragomo
- Seleção Fair-Play:  Líbia